# Manovra di McRoberts

Rappresentazione della manovra di McRoberts

In ostetricia, la manovra di McRoberts è una tecnica impiegata durante il parto in caso di distocia delle spalle e comporta l'iperflessione delle gambe della madre strettamente all'addome. Prende il nome da William A. McRoberts, Jr. È efficace grazie alla maggiore mobilità dell'articolazione sacroiliaca durante la gravidanza, consentendo la rotazione del bacino e facilitando il rilascio della spalla del feto. Se questa manovra non riesce, un assistente esercita una pressione sul basso addome (pressione sovrapubica). Le attuali linee guida raccomandano vivamente di non tirare la testa del bambino, poiché ciò potrebbe causare lesioni al plesso brachiale. Invece, è indicato il supporto mantenendo il collo dritto. La manovra è efficace in circa il 42% dei casi, mentre se viene applicata unitamente alla pressione sovrapubica l'efficacia aumenta al 90%.